# NGC 2510
NGC 2510 је лентикуларна галаксија у сазвежђу Мали пас која се налази на NGC листи објеката дубоког неба.
Деклинација објекта је + 9° 29' 10" а ректасцензија 8h 2m 10,5s. Привидна величина (магнитуда) објекта NGC 2510 износи 13,5 а фотографска магнитуда 14,5. NGC 2510 је још познат и под ознакама UGC 4178, MCG 2-21-7, CGCG 59-23, PGC 22541.